# Escudo UACM
El Escudo UACM es el símbolo heráldico diseñado como propuesta de emblema para la Universidad Autónoma de la Ciudad de México. Está basado en  la lámina que pertenece a la primera sección del Códice Mendocino donde se muestra la -Fundación de México Tenochtitlán- y  el Escudo de la Ciudad de México otorgado a la misma el 4 de julio de 1523.

## Historia
Esta propuesta fue diseñada en 2010 
El diseño es un Escudo no convencional diseñado con base a reglas heráldicas, mezcla de español y francés moderno con bordura en color gris o plata con esquinas cóncavas, al fondo y dentro de los bordes del escudo se puede ver una representación alegórica del ya mencionado códice Mendocino que hace alusión al territorio donde estaba enclavada la ciudad de México Tenochtitlán, en la que se representaban  los canales y las principales calzadas que caracterizaron este territorio(en algunas versiones de este diseño las calzadas se representan en color turquesa).

## Descripción
Sobre dicha imagen está superpuesto el mapa de la ciudad de México (Distrito Federal) en este sobresalen marcadas por su división política las delegaciones Gustavo A. Madero, Cuauhtémoc, Benito Juárez, Iztapalapa en color gris o plata, haciendo alusión a las cedes y planteles que conforman actualmente a la Universidad Autónoma de la Ciudad de México.
En el corazón del escudo se encuentran las siglas de la Universidad (UACM) en color negro, respetando la forma, color y tipografía ya adoptados  que es como  se encuentra en algunas de las representaciones del logo institucional, en los bordes del escudo con letras negras en tipografía Algerian también se puede leer la frase que en los últimos años ha marcado la identidad de la universidad de la ciudad de México "Autonomía, Educación, Libertad".
Al centro del diseño aparece también una voluta de aire (en algunas variantes en color azul turquesa y en otras en oro) que representa la palabra o tradición oral, por debajo de esta figura  un libro de gran volumen abierto a la mitad , este libro también representa la palabra escrita, con ambas figuras se busca representar la esencia del aprendizaje que nos ofrecen los profesores de la universidad, herramientas básicas del estudiante y futuro egresado que a su vez transmitirá a la sociedad y a futuros estudiantes de la Ciudad de México y del mundo.

Toda esta representación pictográfica esta sobre un fondo en color blanco (puede variar) con una combinación de letras blancas o negras (según sea el color del fondo) tal cual lo estila la versión del logo institucional, en la parte inferior y dividido por una línea se agrega la frase, “Nada humano me es ajeno”.

## Uso del escudo
en cualquier parte